# Global Spirits
Global Spirits este o companie producătoare de băuturi alcoolice din România.
În anul 2005, Global Spirits era cel de-al doilea mare producător de alcool pur local după European Drinks, comercializând mărcile de vodcă Dakk și Goldessa, brandy-ul Couture și ginul Bartender's și o serie de mărci de lichioruri.
În anul 2005 a fost cumpărat de grupul Euroavipo, grup deținut de acționarii producătorului de vinuri Murfatlar, de la omul de afaceri Gheorghe Iaciu.
Global Spirits a avut vânzări de 11 milioane euro în anul 2004.